# Kris Gerits
Chris Gerits (Hasselt, 27 september 1971) is een voormalig Belgische professionele wielrenner. Gerits reed zijn hele carrière voor dezelfde ploeg, namelijk Vlaanderen 2002 - Eddy Merckx, de laatste twee jaar onder de naam Vlaanderen - T-Interim.

## Palmares
1997
- 3e in GP Fina - Fayt-le-Franc
- 1e in 3e etappe Circuit Franco-Belge

1998
- 1e in Zellik - Galmaarden
- 1e in Omloop van de Westkust De Panne
- 1e in 3e etappe Circuit Franco-Belge
- 1e in Tienen

1999
- 1e in 3e etappe deel a Ronde van Beieren
- 1e in Eurode omloop

2001
- 1e in GP Fina - Fayt-le-Franc